# Discothyrea bidens
Discothyrea bidens är en myrart som beskrevs av Clark 1928. Discothyrea bidens ingår i släktet Discothyrea och familjen myror. Inga underarter finns listade i Catalogue of Life.

## Bildgalleri

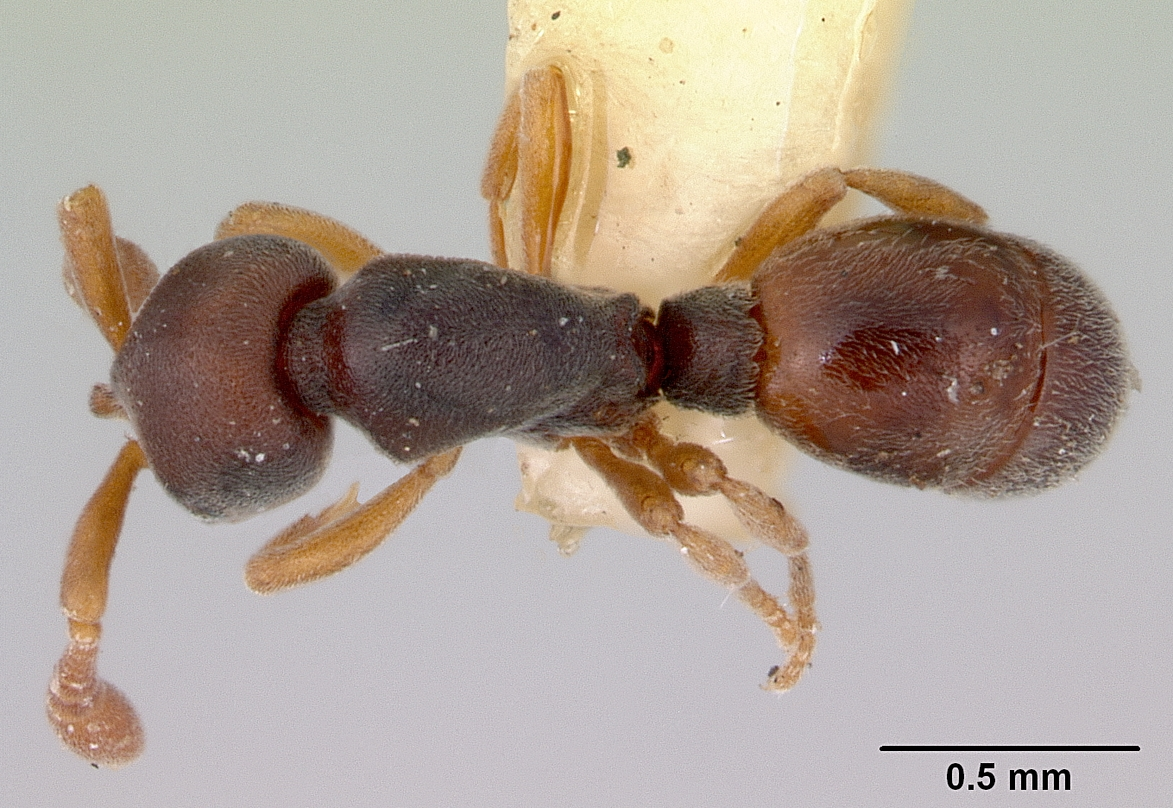
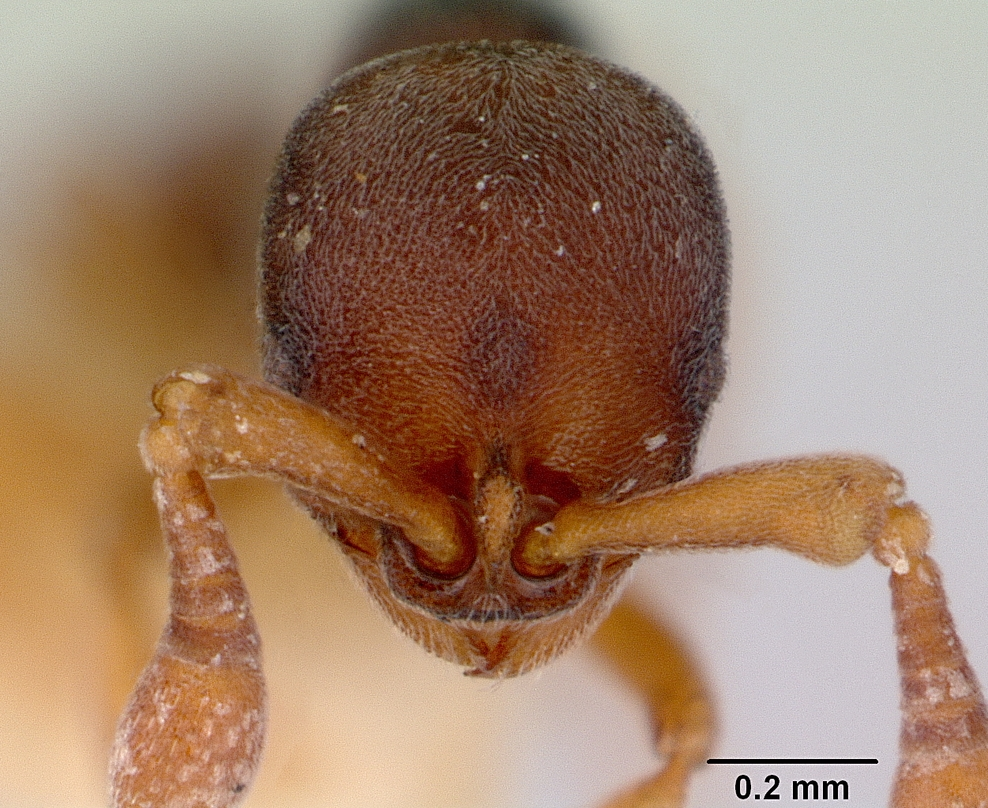
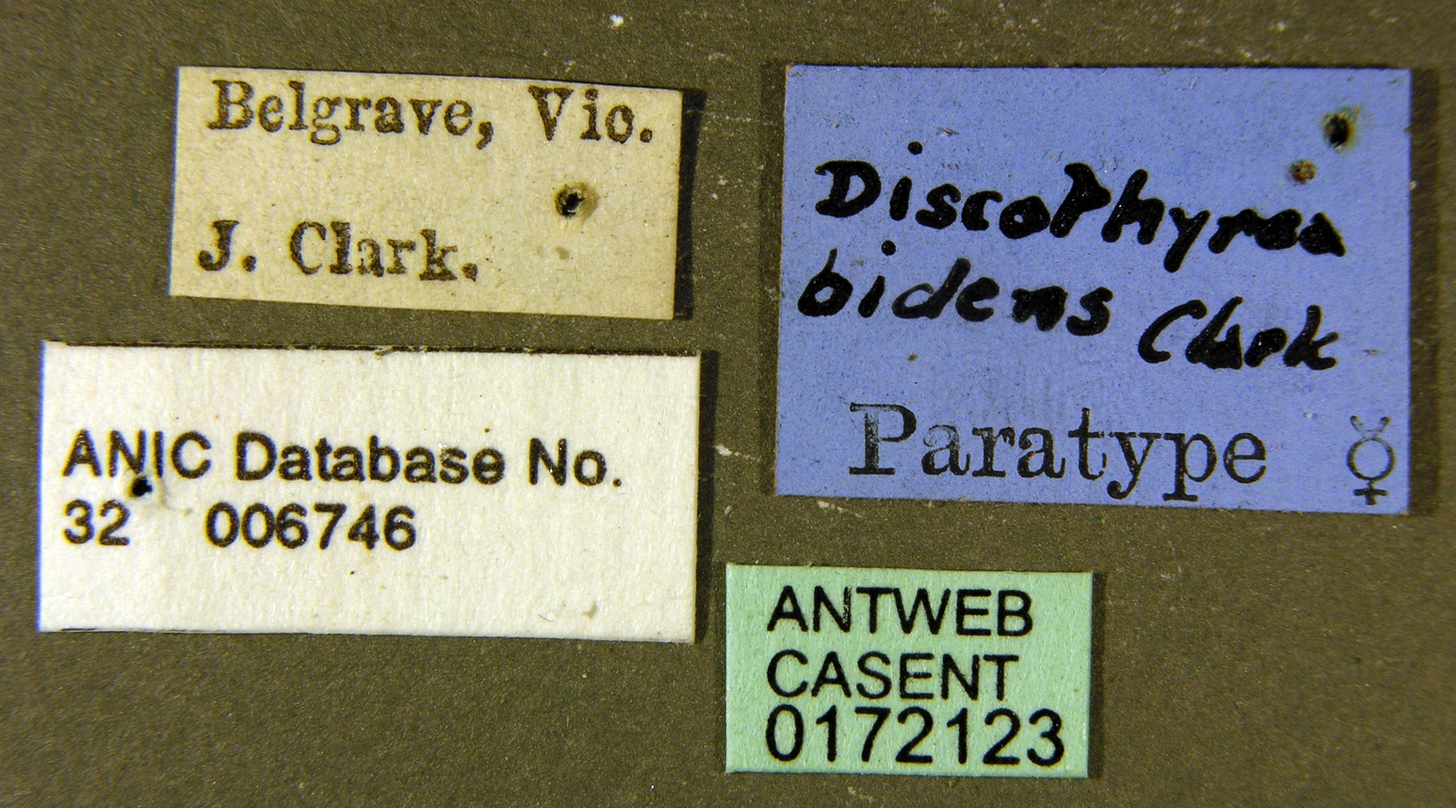
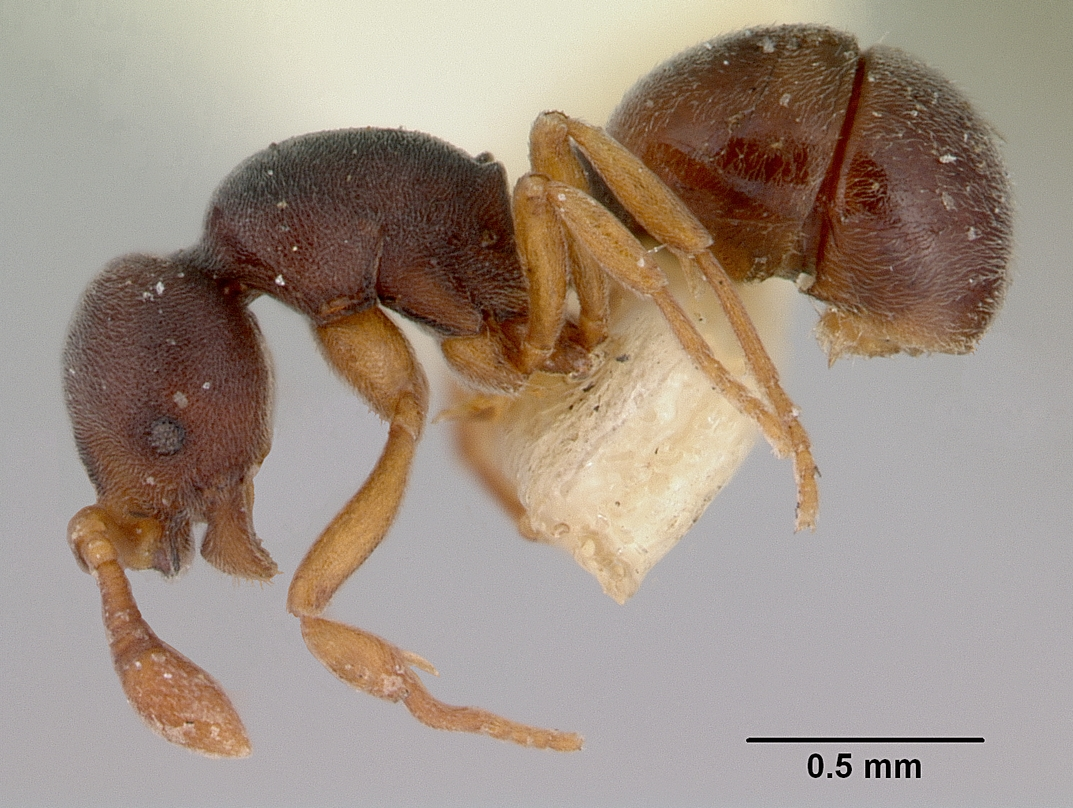
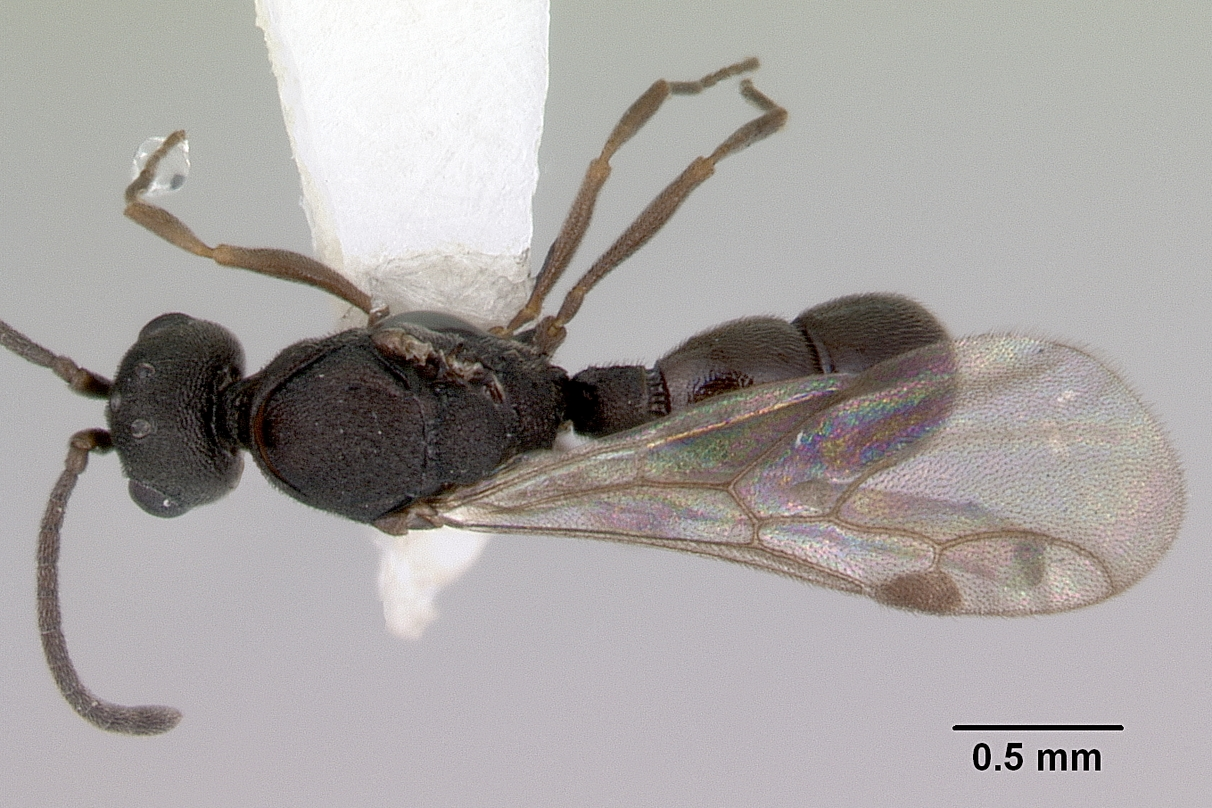
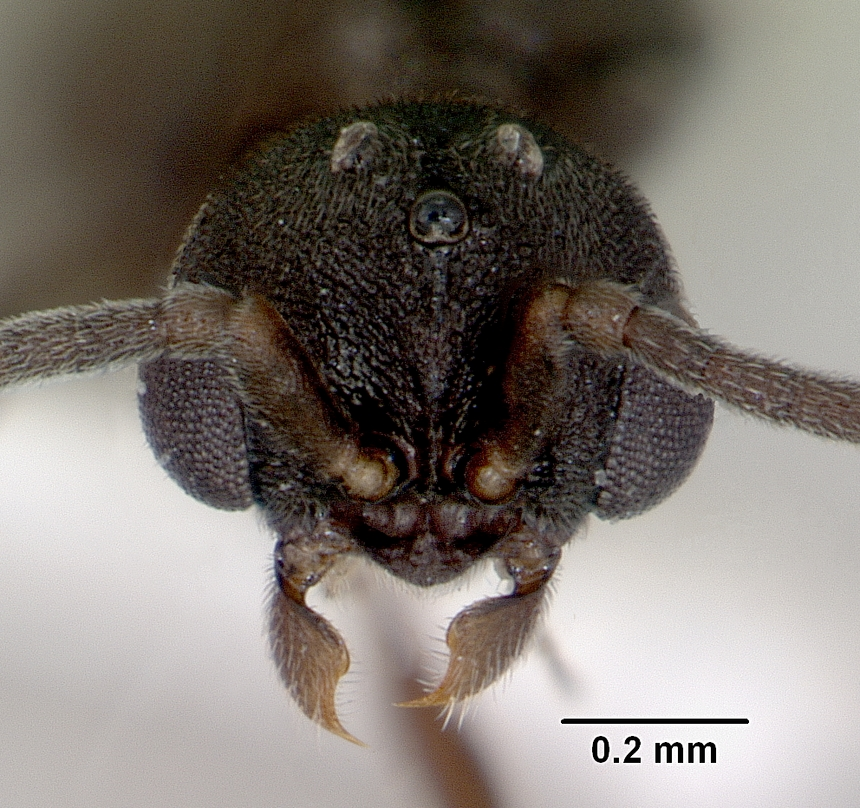